# Dusenia californica
Dusenia californica là một loài Rêu trong họ Leucodontaceae. Loài này được (Hook. & Arn.) Müll. Hal. mô tả khoa học đầu tiên năm 1917.